# Guadalupe Campanur Tapia
Guadalupe Campanur Tapia, född 1986 i Cheran, död 16 januari 2018 i Chilchota, Michocán, Mexiko, var en miljörättsaktivist tillhörande Mexikos ursprungsfolk som bekämpade brott och kriminalitet. 2018 blev hon officiellt hågkommen av UN Women.

## Karriär
2011 var Campanur Tapia en bidragande faktor till att den lokala regeringen förlorade makten. Hon deltog aktivt i säkerhetspatruller i lokalsamhället för att skydda de kommunala skogarna. Hon var en av ursprungsfolkets ledare i Cherán som ökade medvetenheten bland allmänheten om vikten av att skydda skogar mot olaglig avverkning. Hennes arbete för äldre, barn och arbetare gjorde henne till en viktig figur i lokalsamhället.

## Död
Guadalupe Campanur Tapia mördades i Chilchota, Michocán, Mexiko 16 januari 2018. Hon hittades kvävd till döds, och några misstänkta har ännu inte identifierats.